# Fianoniella minora
Fianoniella minora là một loài tò vò trong họ Ichneumonidae.